# チームK 3rd Stage「脳内パラダイス」
『チームK 3rd Stage「脳内パラダイス」』（チームケーサードステージ のうないパラダイス）は、AKB48チームK劇場公演の3rd Stageである。
本項では、その後の別チームによる“おさがり”公演についても記述する。また、それぞれの公演を収録したCD、DVDについても記述する。

## 概要
AKB48チームKの3rd公演である。この演目は約6年5か月の期間をあけて、初めておさがり公演としてHKT48の研究生公演に使用された。

## 公演内容

### 曲目
1. overture
（作編曲：尾澤拓実、歌：TAZ）
全AKB48公演共通である。
2. 友よ
（作詞：秋元康、作編曲：青木真一）
3. 脳内パラダイス
（作詞：秋元康、作曲：近藤薫、編曲：近藤薫・Ko-suke）
4. 気になる転校生
（作詞：秋元康、作曲：前澤寛之、編曲：近田潔人）
テレビアニメ「ギャラクシーエンジェる〜ん」スタッフからのオファーにより、2007年3月に「えんじぇる式じんせー論」(作詞：畑亜貴)としてカバーされる。
5. 泣きながら微笑んで
（作詞：秋元康、作編曲：井上ヨシマサ）
6. MARIA
（作詞：秋元康、作曲：上杉洋史、編曲：Funta）
7. 君はペガサス
（作詞：秋元康、作曲：岡ナオキ、編曲：勝又隆一）
8. ほねほねワルツ
（作詞：秋元康、作曲：青野ゆかり、編曲：梅堀淳）
9. くるくるぱー
（作詞：秋元康、作曲：上杉洋史、編曲：近田潔人）
10. クリスマスがいっぱい
（作詞：秋元康、作曲：熊谷憲康、編曲：田口智則・稲留春雄）
11. シアター・パイレーツ
（作詞：秋元康、作編曲：草野よしひろ）
12. 片思いの卒業式
（作詞：秋元康、作曲：伊藤心太郎、編曲：勝又隆一）

アンコール
1. 花と散れ!
（作詞：秋元康、作編曲：井上ヨシマサ）
2. K2ndメドレー
（編曲：梅堀淳）
  1. Virgin love
（作詞：秋元康、作編曲：井上ヨシマサ）
  2. シンデレラは騙されない
（作詞：秋元康、作編曲：井上ヨシマサ）
  3. 転がる石になれ
（作詞：秋元康、作曲：山崎燿、編曲：Funta）
3. 草原の奇跡
（作詞：秋元康、作曲：梅堀淳、編曲：田口智則・稲留春雄）

### 演出
- 振り付け担当：夏まゆみ
- 「友よ」はメンバーによる楽器演奏。複数メンバーによる楽器演奏は初。
- 「泣きながら微笑んで」はAKB48グループ初のソロユニット。

## AKB48 チームK 3rd Stage「脳内パラダイス」公演
- 公演期間：2006年12月17日 - 2007年6月22日[1]
- 出演メンバー
秋元才加・今井優・梅田彩佳・大島優子・大堀恵・奥真奈美・小野恵令奈・河西智美・小林香菜・佐藤夏希・高田彩奈・野呂佳代・早野薫・増田有華・松原夏海・宮澤佐江
梅田は2006年12月23日から活動を休止。今井・高田は千秋楽公演で卒業。

- ユニット曲担当
  - 泣きながら微笑んで（大島）
  - MARIA（梅田、河西、増田）

梅田の休業後は大堀が出演、千秋楽公演ではオリジナルメンバーの梅田が出演した。
  - 君はペガサス（秋元、佐藤、野呂、宮澤）
  - ほねほねワルツ（小野、奥）
  - くるくるぱー（今井、大堀、小林、高田、早野、松原）

- 「友よ」担当楽器
  - タンバリン：小野
  - ハーモニカ：河西
  - ドラムス：今井
  - キーボード：野呂
  - エレキベース：大島
  - アコースティックギター：高田
  - エレアコ：秋元
  - エレキギター：佐藤

## HKT48 研究生公演「脳内パラダイス」
- 公演期間：2013年11月17日[2] - 2014年4月21日
- 出演メンバー
秋吉優花・荒巻美咲・安陪恭加・伊藤来笑・井上由莉耶・今田美奈・岩花詩乃・宇井真白・上野遥・梅本泉・岡田栞奈・岡本尚子・草場愛・栗原紗英・神志那結衣・後藤泉・駒田京伽・坂口理子・坂本愛玲菜・田島芽瑠・田中美久・田中優香・谷真理佳・筒井莉子・冨吉明日香・朝長美桜・外薗葉月・深川舞子・渕上舞・矢吹奈子・山内祐奈・山田麻莉奈・山下エミリー

- ユニット曲担当（各曲各ポジションから1名ずつ出演）
  - 泣きながら微笑んで
    - 田島・神志那・駒田・岡本・矢吹

  - MARIA
    - 井上・安陪・草場・渕上・田中美
    - 岡田・梅本・今田・矢吹
    - 岡本・上野・宇井・駒田・外薗

  - 君はペガサス
    - 今田・草場・井上・山下
    - 後藤・伊藤・谷
    - 坂口・冨吉・栗原
    - 渕上・坂口・後藤

  - ほねほねワルツ
    - 秋吉・岩花・坂本
    - 朝長・田中優・山田・荒巻

  - くるくるぱー
    - 梅本・神志那・深川・上野・冨吉
    - 駒田・伊藤・宇井・草場・深川・岡田・岩花
    - 田中優・上野・宇井・深川・草場・神志那
    - 谷・後藤・山田・上野
    - 冨吉・深川・岩花・伊藤・宇井・筒井
    - 山田・宇井・草場・秋吉・深川・山内

- 「友よ」担当楽器（各ポジションから一名ずつ出演）
  - タンバリン：朝長・荒巻・上野・伊藤
  - ハーモニカ：岡田・矢吹・梅本・井上
  - ドラムス：今田・草場・宇井・神志那・駒田
  - キーボード：山田・上野・宇井・田中優・坂口
  - エレキベース：田島・駒田・神志那・山田
  - アコースティックギター：田中優・草場・山田・後藤
  - エレアコ：駒田・坂口・山内・山下
  - エレキギター：渕上・草場・坂口・神志那

- 転がる石になれは転がる石になれ（HKT48 ver.）になる。

## スタジオ収録CD
公演曲を公演メンバーがスタジオ収録したものである。

### チームK 3rd Stage「脳内パラダイス」（CD）
ジャケット写真（表・再発盤）：大島優子
- 収録メンバー
秋元才加・今井優・梅田彩佳・大島優子・大堀恵・奥真奈美・小野恵令奈・河西智美・小林香菜・佐藤夏希・高田彩奈・野呂佳代・早野薫・増田有華・松原夏海・宮澤佐江
- 収録曲
通常盤・初回限定盤ともに、収録曲は共通。再発盤は「K2ndメドレー」が未収録となっている。
  1. overture
  2. 友よ
  3. 脳内パラダイス
  4. 気になる転校生
  5. 泣きながら微笑んで（歌：大島）
  6. MARIA（歌：梅田、河西、増田）
  7. 君はペガサス（歌：秋元、佐藤、野呂、宮澤）
  8. ほねほねワルツ（album ver.）（歌：小野、奥）
  9. くるくるぱー（歌：今井、大堀、小林、高田、早野、松原）
  10. クリスマスがいっぱい
  11. シアター・パイレーツ
  12. 片思いの卒業式
  13. 花と散れ!
  14. K2ndメドレー
    1. Virgin love
    2. シンデレラは騙されない
    3. 転がる石になれ

  15. 草原の奇跡

## 劇場公演DVD

### AKB48 チームK 3rd Stage「脳内パラダイス」（DVD）
- 収録メンバー
秋元才加・今井優・梅田彩佳・大島優子・大堀恵・奥真奈美・小野恵令奈・河西智美・小林香菜・佐藤夏希・高田彩奈・野呂佳代・早野薫・増田有華・松原夏海・宮澤佐江
- 収録曲
  1. overture
  2. 友よ
  3. 脳内パラダイス
  4. 気になる転校生
  5. 泣きながら微笑んで（歌：大島）
  6. MARIA（歌：梅田、河西、増田）
梅田の休業前の映像と千秋楽公演の映像をつなぎ合わせている。また、音源は梅田の代役で出演した大堀の声を使用している。
  7. 君はペガサス（歌：秋元、佐藤、野呂、宮澤）
  8. ほねほねワルツ（歌：小野、奥）
  9. くるくるぱー（歌：今井、大堀、小林、高田、早野、松原）
  10. クリスマスがいっぱい
  11. シアター・パイレーツ
  12. 片思いの卒業式
  13. 花と散れ!
  14. K2ndメドレー
    1. Virgin love
    2. シンデレラは騙されない
    3. 転がる石になれ

  15. 草原の奇跡
  16. ありがとう(歌:今井優)

## セルフカバーなど
- ほねほねワルツ（ほね組シングル）
- 泣きながら微笑んで
  - Not yet 1stシングル・カップリング
  - 本楽曲の作曲者である井上ヨシマサは、「泣きながら微笑んで〜444ver．〜」のタイトルでセルフカバーしている。この楽曲は2015年7月29日発売のアルバム「それぞれの夢〜井上ヨシマサ30周年記念アルバム〜」(KICS-3210)に収録されている。
- MARIA（DiVA 2ndシングル・カップリング）
- 君はペガサス（DiVA 3rdシングル・カップリング）